# أمة الرزاق علي حمد
أمة الرزاق علي حمد سياسية يمنية، وزيرة الشؤون الاجتماعية والعمل السابقة في حكومة باسندوة في الفترة 7 ديسمبر 2011 حتى نوفمبر 2014.

## المؤهلات العلمية
حاصلة على درجة الدكتوراه في الفلسفة في التربية مناهج وطرق التدريس من جامعة عين شمس في العام 1987م، كأول امرأة يمنية تحصل على الدكتوراه في هذا التخصص.

## المناصب التي تولاتها
- عملت أستاذاً مشاركاً بكلية التربية في جامعة صنعاء من العام 1987م حتى الآن.
- رئيس قسم الدراسات العربية والإسلامية بجامعة صنعاء من العام 1988 إلى 1990م.
- رئيس قسم الدراسات العليا والبحث العلمي بكلية التربية جامعة صنعاء من 1991 إلى 1993م.
- انتخبت في المؤتمر العام السابع أميناً عاماً مساعداً للمؤتمر الشعبي العام 11 فبراير 2006م.
- عينت وزيراً للشؤون الاجتماعية والعمل العام 2006م.
- أعيد تعيينها وزيراً للشؤون الاجتماعية والعمل في التشكيلة الحكومية في 5 إبريل العام 2007م.
- أعيد تعيينها وزيراً للشؤون الاجتماعية والعمل في حكومة الوفاق الوطني 7-12-2011م.